# Tulip Industry
Tulip Industries est une société guinéenne qui prospère dans le secteur de la High technology. Depuis 2012, elle crée des ordinateurs debout fabriqués en République de Guinée, à Conakry, premiers du genre en Afrique subsaharienne,.

## Activités
Tulip Industries développe des services digitaux notamment pour la population guinéenne. Elle met notamment à disposition des bornes Tenor (ordinateurs debout) qui intègrent 9 langues nationales.

## Prix et reconnaissance
- Médaille d'or au 47e Salon international des inventions à Genève[3]
- parmi les 50 meilleures innovations de l’Afrique à Kigali[4]

- 2017 : Deuxième de la semaine nationale du numérique en Guinée
- 2023: Tulip Industries rafle le prix de La start up de l’année aux Emergence Magazine Awards – EMA[5].